# Pain de mie

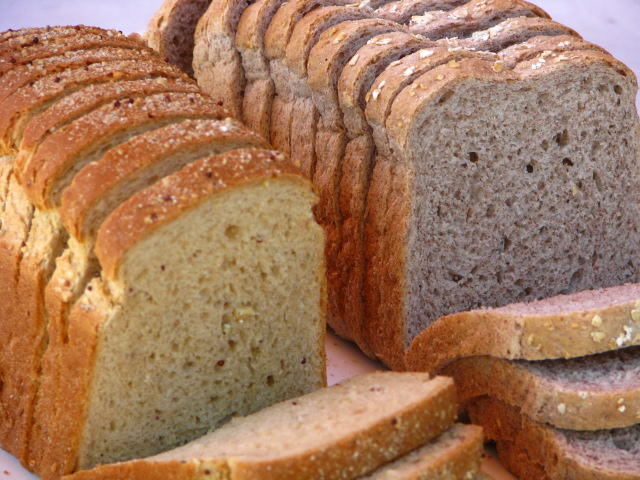
Pain de mie pré-tranché.

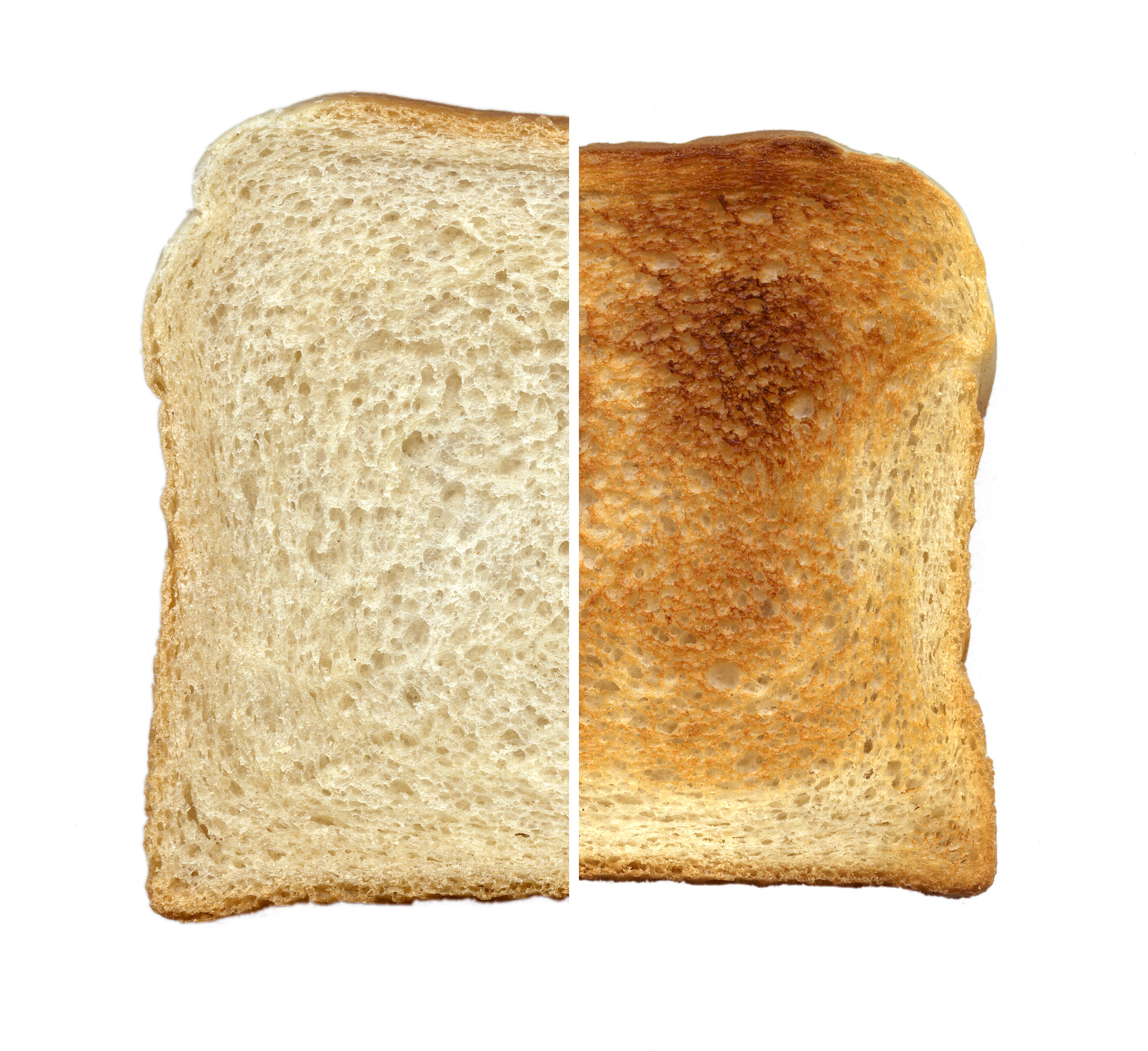
Une même tranche de pain de mie avant et après son passage au grille-pain.

Le pain de mie est un type de pain, sucré ou non, qui se caractérise par son absence de croûte croustillante et le caractère moelleux de sa mie, qui apparaît très blanche. Cependant le pain de mie a tout de même une croûte même si celle-ci est molle, sinon on parle de "pain de mie sans croûte".
À partir de la fin du XXe siècle, il est souvent vendu dans les supermarchés, prédécoupé dans un conditionnement en plastique transparent. En 2024, le pain de mie se présente le plus souvent comme un pain industriel préemballé et sa consommation, grillé ou non, est en progression ; il est très utilisé, pour la confection de repas simples et rapides à la maison, dans la restauration rapide et la restauration de rue.

## Histoire
Des pains similaires au pain de mie actuel, aussi blanc et avec le moins de croûte que possible, sont consommés par l’aristocratie française au xviie siècle, comme le « pain à la reine » de Marie de Médicis, puis le pain de Gentilly. En 1800, un pain cuit dans un moule en étain est inventé en Angleterre, c’est là l’origine du pain de mie. Ce type de pain est industrialisé et vendu à grande échelle aux États-Unis par la société Wonder Bread dans les années 1930 en particulier après l’invention de la première machine à trancher le pain d’Otto Frederick Rohwedder. En France, le pain de mie est d’abord produit pour satisfaire le goût des soldats américains des bases militaires, notamment à Châteauroux avec la société Harrys qui le popularise par la suite.

## Utilisation
Le pain de mie est le support essentiel pour la préparation du club sandwich, réalisé avec l'équivalent d'une tranche coupée en deux, il est également le pain de prédilection pour la confection du croque-monsieur.
Lorsqu'il est passé au grille-pain, il se transforme en un pain grillé plus rigide.
Grillé, le pain de mie accompagne le foie gras servi froid ou chaud selon les goûts ; tartiné de beurre, il se marie également bien avec le saumon fumé ou le steak tartare.
La chapelure blanche ainsi que le panko japonais sont des chapelures faites avec du pain de mie.
La consommation de pain de mie est majoritaire, par rapport aux autres formes de pain, dans de nombreux pays comme le Royaume-Uni ou la Suède et est en progression constante en France.

## Ingrédients
Pain de mie domestique :
- farine
- lait
- eau
- beurre
- levure de boulanger
- sucre
- sel

Pain de mie commercial (vu sur l'étiquette des pains de mie Prix Garantie des supermarchés Coop, en Suisse) :
- farine de froment
- eau
- levain de froment
- sucre
- levure
- huile de colza
- sel de cuisine
- émulsifiant (E471, E481i)
- farine de soja
- conservateur (E280 et suivants : propionate de sodium, propionate de calcium, propionate de potassium).

Sur d'autres marques (y compris bio), on constate très généralement la présence de gluten de blé ajouté, de lactose ou de poudre de lait, de sirop de glucose et de beaucoup de levure,.

## Diététique
Pour 100 g :
- calories : 372 kCal
- protides : 8 g
- lipides : 3,4 g
- glucides : 52 g

## Sources
- Lorraine de Foucher, « Le doc du dimanche : Pain de mie, la mie qui vous veut du bien ? », sur france.tv, 19 janvier 2020
- Jean-Paul Frétillet, « Le business secret du pain de mie », Ça m’intéresse,‎ 17 mai 2019 (lire en ligne)